# Öffentliches Interesse
Öffentliches Interesse ist ein in Gesetzen häufig verwendeter unbestimmter Rechtsbegriff, der die Belange des Gemeinwohls über die Individualinteressen stellt.
Das öffentliche Interesse ist ein unbestimmter Rechtsbegriff, weil er in keiner gesetzlichen Vorschrift, in der er vorkommt, konkretisiert wird. Vielmehr ist es der Literatur und insbesondere der Rechtsprechung überlassen, den Begriff durch jeden Einzelfall im Wege der Subsumtion mit konkreten Inhalten auszufüllen. Die Voraussetzungen des öffentlichen Interesses erschließen sich nur im Rahmen einer umfassenden Beurteilung von Sinn und Zweck der gesetzlichen Regelung.

## Allgemeines
Das öffentliche Interesse hat jedoch nicht generell Vorrang vor Individualinteressen. In manchen Fällen verlangt das Gesetz eine gegenseitige gerechte Abwägung zwischen den Interessen der Allgemeinheit und denen der Beteiligten (so etwa Art. 14 Abs. 3 GG im Falle der Enteignung oder § 1 Abs. 7 BauGB bei der Aufstellung der Bauleitpläne). Es hängt also davon ab, ob eine Gesetzesnorm ausschließlich objektiv-rechtlichen Charakter hat und ausschließlich dem öffentlichen Interesse dient oder ob sie – zumindest auch – dem Schutz von Individualinteressen derart zu dienen bestimmt ist, dass die Träger der Individualinteressen die Einhaltung des Rechtssatzes verlangen können sollen. Eine solche Formulierung, die ausdrücklich eine gerechte Berücksichtigung auch der privaten Belange fordert, entspricht dem typischen Erscheinungsbild einer so genannten drittschützenden Norm.

## Verwaltungsrecht
Widerspruch und Anfechtungsklage gegen einen Verwaltungsakt haben im Falle der Anordnung der sofortigen Vollziehung nach § 80 Abs. 2 Nr. 4 VwGO aus Gründen des öffentlichen Interesses keine aufschiebende Wirkung (sofortige Vollziehung). Das öffentliche Interesse wird im Verwaltungsrecht regelmäßig mit den schutzwürdigen Interessen der Allgemeinheit assoziiert, etwa wenn in der Nähe einer Schule eine Spielhalle eröffnet werden soll. Dann nämlich sei damit zu rechnen, dass Minderjährige ohne Begleitung Erziehungsberechtigter den Verkaufsraum aufsuchen und zum Spielen verleitet werden könnten. Die Verwaltung besitzt einen Ermessensspielraum bei der Beurteilung, ob Belange des öffentlichen Interesses berührt werden oder nicht. Es kommt insbesondere darauf an, ob eine bestimmte Situation auch die Allgemeinheit oder Öffentlichkeit betreffen kann; die Gefahr reicht aus.

## Strafprozessrecht
Neben dem öffentlichen Recht spielt der Begriff auch im Strafprozessrecht eine Rolle:
- Wenn ein Strafverfahren ein Vergehen zum Gegenstand hat, kann die Staatsanwaltschaft mit Zustimmung des zuständigen Gerichts von der Strafverfolgung absehen, wenn die Schuld des Täters als gering anzusehen wäre und kein öffentliches Interesse an der Verfolgung besteht (§ 153 StPO) (so genannte Bagatelldelikte).
- als „besonderes öffentliches Interesse“ bei den Antragsdelikten.
- als „öffentliches Interesse“ bei den Privatklagedelikten (§ 376 StPO). Hier ist das öffentliche Interesse eine Ermessensfrage, die ausschließlich die Strafverfolgungsbehörde zu entscheiden hat.

Öffentliches Interesse ist strafprozessrechtlich das Interesse der Allgemeinheit an einer Strafverfolgung. Hier kann sich das öffentliche Interesse sowohl aus spezial- als auch aus generalpräventiven Gründen ergeben, zudem aus den Folgen einer konkreten Straftat oder zur Verhinderung eines weiteren Schadens für den Verletzten. Öffentliches Interesse an der Strafverfolgung einer Körperverletzung liegt beispielsweise vor, wenn die Strafverfolgung ein gegenwärtiges Anliegen der Allgemeinheit ist, der Rechtsfrieden über den Lebenskreis des Verletzten hinaus gestört wird oder dem Verletzten wegen persönlicher Beziehungen zum Täter eine Privatklage nicht zugemutet werden kann. Die Wirkung einer Straftat muss also über den unmittelbaren Lebenskreis des Geschädigten hinausgehen, damit öffentliches Interesse angenommen werden kann.

## Andere Rechtsgebiete
Als repräsentativ kann auch der Fall der Caroline von Monaco (siehe auch: Caroline-Urteile) angesehen werden, bei dem der Bundesgerichtshof im März 2007 entschieden hatte, dass Bildveröffentlichungen ohne Einwilligung verbreitet werden dürfen, wenn es sich um Personen des öffentlichen Interesses handele (siehe auch: Person des öffentlichen Lebens). Danach dürften grundsätzlich Bildnisse einer Person nur mit deren Einwilligung verbreitet werden (§ 22 Satz 1 KUG); das Recht am eigenen Bild sei eine besondere Ausprägung des allgemeinen Persönlichkeitsrechts. Die Presse besitze in den gesetzlichen Grenzen jedoch einen ausreichenden Spielraum, innerhalb dessen sie nach ihren publizistischen Kriterien entscheiden könne, was öffentliches Interesse beanspruche, und dass sich im Meinungsbildungsprozess herausstelle, was eine Angelegenheit von öffentlichem Interesse sei. Wer wie Caroline von Monaco als Person des öffentlichen Lebens in St. Moritz seinen Urlaub verbringe, müsse mit einer gewissen Aufmerksamkeit rechnen und könne nicht davon ausgehen, von den Medien unbeobachtet zu bleiben. Dem öffentlichen Informationsinteresse sei deshalb der Vorrang einzuräumen. Allerdings hatte das Bundesverfassungsgericht das BGH-Urteil teilweise aufgehoben. Bei drei Bildern von Caroline mit ihren Kindern habe der Schutz des in Art. 6 GG verankerten Grundrechts der Familie Vorrang vor dem öffentlichen Interesse. Mediale Verbreitung erzeugt in der Regel ein großes öffentliches Interesse. Ausgangspunkt der Beurteilung ist nicht der Bekanntheitsgrad einer Person, über die berichtet wird, sondern der Informationswert der Berichterstattung. Je größer der Informationswert für die Öffentlichkeit ist, umso mehr muss das Schutzinteresse dessen, über den informiert wird, hinter den Informationsbelangen der Öffentlichkeit zurücktreten. Durch die Rechtsprechung wurden noch Attribute wie „erhebliches öffentliches Interesse“ (Bundesgerichtshof) oder „gewichtiges öffentliches Interesse“ (Bundesverwaltungsgericht) hinzugefügt, wenn das Allgemeininteresse besonders hervorzuheben ist.
Bei abhängigen Erfindungen kann nach Auffassung des BGH erst dann ein öffentliches Interesse begründet sein, wenn die neue Erfindung einen wesentlichen technischen Fortschritt für die Allgemeinheit mit sich bringt.
Für die Qualifizierung als Baudenkmal muss ein öffentliches Interesse vorliegen. Das ist der Fall, wenn dieses Denkmal sowohl bedeutend für die Geschichte des Menschen und für Städte und Siedlungen ist als auch künstlerische, wissenschaftliche und städtebauliche Gründe für seine Erhaltung und Nutzung vorliegen. Dann müssen Bauwerke unter Denkmalschutz gestellt werden.

## Grenzen
Das Recht dient letztlich dem Interesse der Menschen, so dass der Staat keine davon abgehobenen Interessen verfolgen darf. Ein öffentliches Interesse ist immer dann gegeben, wenn die Individualgüter einer unbestimmten Vielzahl von Personen bedroht werden. Kein öffentliches Interesse liegt mithin vor, wenn ein einzelner Bürger durch sein Handeln lediglich eigene Rechtsgüter (materielle wie Vermögen durch Verschwendung oder immaterielle wie Gesundheit durch Alkoholismus) gefährdet. Wenn die Verwaltungsbehörde im Rahmen des ihr eingeräumten Ermessens entscheidet, welche Rechtsfolge im öffentlichen Interesse liegt, sind diese Entscheidungen gerichtlich nur eingeschränkt nachprüfbar. Liegt die Abwägung hingegen auf der Tatbestandsseite, unterliegt sie vollständiger richterlicher Kontrolle.